# Satoru Shibata
Satoru Shibata (Japans: 柴田 聡, Shibata Satoru) (Japan, 4 september 1962) was de vorige president van Nintendo of Australia en was van 2000 tot en met 2018 president van Nintendo of Europe. Toen Shigeru Ota Nintendo verliet, werd Shibata genoemd tot zijn opvolger. Shibata werd president van Nintendo of Europe in augustus 2000.
Hij verscheen op de Nintendo Show, het DS Evenement in Parijs, op het "Wii Move You" evenement in Londen en tijdens Gamescom in 2012. Ook nam hij enkele presentaties van Nintendo Direct voor zijn rekening.
In 2018 maakte Nintendo bekend dat Shibata zich terugtrok als president van Nintendo of Europe. Het is nog niet bekendgemaakt wie zijn opvolger wordt.